# Collegio plurinominale Lombardia - 02 (2017)
Il collegio elettorale plurinominale Lombardia - 02 è stato un collegio elettorale plurinominale della Repubblica Italiana per l'elezione del Senato tra il 2017 e il 2022.

## Territorio
Come previsto dalla legge elettorale italiana del 2017, il collegio era stato definito tramite decreto legislativo all'interno della circoscrizione Lombardia.
Il collegio comprendeva la zona definita dai quattro collegi uninominali Lombardia - 12 (Bergamo), Lombardia - 13 (Treviglio), Lombardia - 14 (Brescia) e Lombardia - 15 (Lumezzane).

## Dati elettorali

### XVIII legislatura
Come previsto dalla legge elettorale, 193 senatori erano eletti in 33 collegi plurinominali con ripartizione proporzionale a livello regionale tra le coalizioni e le singole liste che avessero superato la soglia di sbarramento stabilita.
Nel collegio venivano eletti 12 senatori.
| Liste          | Liste                               | Proporzionale | Proporzionale | Proporzionale | Maggioritario | Maggioritario | Maggioritario |  |
| Liste          | Liste                               | Voti          | %             | Seggi         | Voti          | %             | Seggi         |  |
| -------------- | ----------------------------------- | ------------- | ------------- | ------------- | ------------- | ------------- | ------------- |  |
|                | Lega                                | 403 447       | 34,53         | 3             | 619 412       | 53,02         | 4             |  |
|                | Forza Italia                        | 154 373       | 13,21         | 1             | 619 412       | 53,02         | 4             |  |
|                | Fratelli d'Italia                   | 51 840        | 4,44          | 1             | 619 412       | 53,02         | 4             |  |
|                | Noi con l'Italia – UDC              | 9 752         | 0,83          | –             | 619 412       | 53,02         | 4             |  |
|                | Partito Democratico                 | 234 175       | 20,05         | 2             | 269 527       | 23,07         | –             |  |
|                | +Europa                             | 26 239        | 2,25          | –             | 269 527       | 23,07         | –             |  |
|                | Italia Europa Insieme               | 4 680         | 0,40          | –             | 269 527       | 23,07         | –             |  |
|                | Civica Popolare                     | 4 433         | 0,38          | –             | 269 527       | 23,07         | –             |  |
|                | Movimento 5 Stelle                  | 211 341       | 18,09         | 1             | 211 341       | 18,09         | –             |  |
|                | Liberi e Uguali                     | 27 608        | 2,36          | –             | 27 608        | 2,36          | –             |  |
|                | CasaPound                           | 11 395        | 0,98          | –             | 11 395        | 0,98          | –             |  |
|                | Il Popolo della Famiglia            | 9 859         | 0,84          | –             | 9 859         | 0,84          | –             |  |
|                | Potere al Popolo!                   | 9 678         | 0,83          | –             | 9 678         | 0,83          | –             |  |
|                | Italia agli Italiani (FN - MSFT)    | 8 266         | 0,71          | –             | 8 266         | 0,71          | –             |  |
|                | Partito Repubblicano Italiano – ALA | 1 146         | 0,10          | –             | 1 146         | 0,10          | –             |  |
| Totale         | Totale                              | 1 168 232     | 100           | 8             | 1 168 232     | 100           | 4             |  |
|                |                                     |               |               |               |               |               |               |  |
| Schede bianche | Schede bianche                      | 16 322        | 1,36          |               |               |               |               |  |
| Schede nulle   | Schede nulle                        | 18 452        | 1,53          |               |               |               |               |  |
| Votanti        | Votanti                             | 1 203 006     | 79,96         |               |               |               |               |  |
| Elettori       | Elettori                            | 1 504 511     |               |               |               |               |               |  |

## Eletti

### Eletti maggioritario
Eletti nella coalizione di centro-destra (Lega - FI - FdI - NcI-UDC)
| Collegio uninominale | Eletto | Eletto                   | Partito |
| -------------------- | ------ | ------------------------ | ------- |
| 12. Bergamo          |        | Maria Alessandra Gallone | FI      |
| 13. Treviglio        |        | Simona Pergreffi         | Lega    |
| 14. Brescia          |        | Adriano Paroli           | FI      |
| 15. Lumezzane        |        | Stefano Borghesi         | Lega    |

### Eletti proporzionale
| Lega                                        | Movimento 5 Stelle | Partito Democratico             | Forza Italia      | Fratelli d'Italia |
| ------------------------------------------- | ------------------ | ------------------------------- | ----------------- | ----------------- |
|                                             |                    |                                 |                   |                   |
| Roberto Calderoli Daisy Pirovano Toni Iwobi | Vito Crimi         | Simona Malpezzi Antonio Misiani | Alberto Barachini | Lara Magoni       |

1. ↑  Dimissionaria in data 10.07.2018 (assume la carica di assessora nella giunta regionale lombarda); Gianpietro Maffoni le subentra in pari data. Magoni assessore in Regione, il bresciano Maffoni diventa senatore